# 後期促進複合体
後期促進複合体（こうきそくしんふくごうたい、英: anaphase-promoting complex）は、細胞周期タンパク質に26Sプロテアソームによる分解の目印を付けるE3ユビキチンリガーゼである。サイクロソーム（cyclosome）とも呼ばれ、APC/Cと略されることが多い。APC/Cは11から13のサブユニットからなるタンパク質で、Cullinサブユニット（Apc2）とRINGサブユニット（Apc11）といった、SCF複合体と類似した触媒サブユニットが含まれている。APC/Cの他の部分の機能は不明点が多いが、高度に保存されている。
真核生物の細胞生物学におけるユビキチンを介したタンパク質分解の重要性は、APC/C（およびSCF）と、その真核細胞の増殖における主要な役割の発見によって決定的に確立された。ユビキチン化とその後のプロテアソームによるタンパク質分解は、損傷タンパク質の細胞からの除去のみに関与するシステムであるとかつては考えられていたが、現在ではタンパク質のリン酸化に匹敵するシグナル伝達の普遍的な調節機構として認識されている。
2014年、APC/Cの立体構造がナノメートル以下の分解能でマッピングされ、その二次構造も明らかにされた。研究者らは、この発見はがんに対する理解を変え、将来的な抗がん剤の新たな結合部位を明らかにする可能性があると主張している。

## 機能
APC/Cの主要な機能は、特定のタンパク質に分解のためのタグをつけることによって、細胞周期の中期から後期への移行を開始することである。APC/Cによる分解の3つの主要な標的は、セキュリンとS期サイクリン、M期サイクリンである。セキュリンは分解された後、プロテアーゼのセパレースを放出する。セパレースは姉妹染色分体を繋ぎ止めているタンパク質複合体コヒーシンの切断を開始する。中期の間、姉妹染色分体は完全なコヒーシン複合体によって繋ぎ止められている。セキュリンがAPC/Cによるユビキチン化を受け、コヒーシンを分解するセパレースが放出されると、姉妹染色分体は両極へ向かって自由に移動できるようになる。また、APC/CはM期サイクリンも分解の標的とし、M-CDK（M期サイクリン依存性キナーゼ）複合体を不活性化し、有糸分裂と細胞質分裂の終結を促進する。
SCFとは異なり、APC/Cは活性化因子によって制御される。Cdc20とCdh1は、細胞周期に特に重要な2つの活性化因子である。これらのタンパク質は、APC/Cを特定の基質のセットに対して標的化し、細胞周期を進行させる。またAPC/Cは、特にG1期とG0期にクロマチンの代謝の維持に必須の役割を果たし、オーロラAキナーゼを分解することでH3のリン酸化に大きな役割を果たす。
APC/Cの重要な基質は、セキュリンとサイクリンBであると考えられる。このことは哺乳類と酵母の間で保存されている。事実、酵母はこれら2つの基質を標的とする必要性が無くなった場合、APC/C不在下でも生存することができる。

## サブユニット
APC/Cのサブユニットに関して膨大で広範な調査が行われているわけではないが、そのほとんどはアダプターとして機能する。APC/Cのサブユニットの研究は主に酵母を用いて行われており、酵母のAPC/Cのサブユニットの大部分は脊椎動物にも存在することが示されている。このことはAPC/Cが真核生物の間で保存されていることを示唆している。脊椎動物ではコアとなるAPC/Cのサブユニットが11種類見つかっているが、酵母では13種類見つかっている。活性化サブユニットは細胞周期のさまざまな段階でAPC/Cに結合し、多くの場合ユビキチン化の標的となる基質へAPC/Cを差し向けることによって、APC/Cのユビキチン化活性を制御する。APC/Cのリガーゼ活性は、基質のリン酸化ではなく、複合体への特定の因子の組み込みによって制御されていると考えられている。例えば、CDC20は後期の初めに後期阻害因子（Pdsp1）などの基質をAPC/Cに分解させるが、CDC20が特異性因子Hct1（Cdh1）に置き換えられると、APC/Cは異なるセットの基質、特に後期の終盤にM期サイクリンを分解するようになる。活性化因子であるCDC20とCdh1は特に重要であり、APC/Cのサブユニットの中で最も広く研究されている。
APC/Cの触媒コアはcullinサブユニットのApc2、RING H2ドメインサブユニットのApc11から構成される。これら2つのサブユニットは、Apc2のC末端ドメインがApc11と強固な複合体を形成している際に基質のユビキチン化を触媒する。RING/Apc11は、ユビキチンの活性部位への転移を触媒する、E2-ユビキチン結合体に結合する。触媒機能に加えて、APC/Cの他のコアタンパク質は分子的な足場の提供を主要な目的とする、複数のリピートモチーフで構成されている。こうしたタンパク質には最大サブユニットであるApc1が含まれ、Apc1は35–40アミノ酸からなるタンデムリピートを11個含んでいる。Apc2は、総計で約130アミノ酸からなる3つのcullinリピートを含んでいる。APC/Cのサブユニットにみられる主要なモチーフとしては、TPRモチーフ とWD40リピートがある。CDC20とCdh1のC末端領域にはWD40ドメインが存在する。これらのドメインはAPC/Cの基質を結合するプラットフォームを形成し、APC/Cの基質標的化に寄与していると示唆されているが、これらがAPC/Cの活性を向上させる正確な機構は不明である。また、これらのWD40ドメイン内の多様性によって、APC/Cの基質特異性は変化する。このことは、APC/Cのさまざまな基質がCdc20とCdh1/Hct1に対して直接的・特異的に結合することを示唆する最近の結果によって確認された。APC/Cの基質特異性の差異によってAPC/Cの標的の分解のタイミングが決定されており、CDC20は中期にいくつかの主要な基質を標的とし、Cdh1は有糸分裂の後半とG1期により広範囲の基質を標的とする。
酵母のAPC/Cに含まれるサブユニットのうちの4つは、ほぼ全長が34アミノ酸からなるTPRモチーフのリピート構造によって構成されている。こうしたTPRサブユニットCdc16、Cdc27、Cdc23、Apc5の役割は主に足場の提供であり、他のタンパク質-タンパク質相互作用の媒介を補助する。Cdc27とCdc23はCdc20やCdh1の結合を補助することが示されており、これらのサブユニットの主要残基の変異によって活性化因子の解離が増加する。Apc10/Doc1は、Cdh1やCdc20と基質との相互作用を媒介し、基質結合を促進することが示されている。
CDC20（p55CDC、Fizzy、Slp1としても知られる）は、B型サイクリンのユビキチン化を介してCDK1を不活性化する。これは、有糸分裂の後半とG1/G0期にAPC/Cと相互作用するCdh1（Fizzy-related、Hct1、Ste9、Srw1としても知られる）の活性化へとつながる。Cdh1は、S期、G2期と有糸分裂の初期にはリン酸化によって不活性化されている。これらの期間には、Cdh1はAPC/Cへ組み込まれることができない。
APC3とAPC7は、Cdh1をAPC/Cへリクルートする機能を持つことが示されている。Cdh1はCDC20とは異なり、APC/Cへ結合するためにAPC/Cのリン酸化を必要としない。CDKによるCdh1のリン酸化は、S期からM期の間にCdh1がAPC/Cへ結合するのを防いでいる。M-Cdkが分解されると、APC/CからのCDC20の放出とCdh1の結合が起こり、APC/Cの活性はG1期へ進行後も継続される。Cdh1はM期サイクリンとS期サイクリンを認識し、細胞全体が新たな細胞周期への進行したことが確立されるまで分解を行う。一方で、Cdh1はG1/S期サイクリンは認識しないため、G1/S期の間にこれらのサイクリン活性は上昇し、Cdh1をリン酸化して不活性化する。それに伴ってAPC/Cも不活性化される。
Apc15サブユニットは、姉妹染色分体の中期板（metaphase plate）を挟んだ二方向性配置（bi-orientation）形成後のAPC/CCdc20の活性化に重要な役割を果たす。キネトコアが紡錘体へ接着していないとき、有糸分裂チェックポイント複合体（MCC）が形成されてAPC/Cを阻害する。Apc15不在時には、スピンドルチェックポイント要件が満たされてもMCCとCdc20はAPC/Cに固定されたままとなり、その活性が妨げられる。Apc15はキネトコアの接着状態についての情報を提供し、Cdc20とMCCのターンオーバーを媒介する。

### CDC27/APC3
TPRモチーフを持つサブユニットの1つCDC27は、Mad2、p55CDC、BUBRといった有糸分裂チェックポイントタンパク質との相互作用が同定されており、M期のタイミングに関与している可能性が示唆されている。CDC27はSMAD2/3、Cdh1との三者複合体に関与していることが示されているが、この複合体はTGF-βシグナルへに応答して形成される。特にCdh1と相互作用することから、CDC27はAPC/Cとその活性化因子であるCdc20、Cdh1との間の親和性の決定に寄与している可能性がある。また、TGF-βによって誘導されるCdc27のリン酸化が、Cdh1との相互作用を強化することが研究から示唆されている。CDC27はTGF-βシグナルによるAPC/Cの活性化の媒介因子として機能し、TGF-βによって誘導されるCDC27の過剰なリン酸化はAPC/Cの活性を向上させることが示されている。

### CDC23、CDC16、CDC27
他のTPRサブユニットの1つCDC23はSWM1と相互作用し、CLB2のD-boxへ結合する。in vivoのハイブリッドアッセイとin vitroでの免疫沈降実験に基づいて、Cdc16p、Cdc23p、Cdc27p（酵母Sacchyromyces cerevisiaeでのアナログ）は互いに相互作用して高分子複合体を形成することが示唆されており、これらのサブユニットに共通して存在するTPRモチーフが相互作用を媒介していることが示唆されている。ショウジョウバエのCdc27とCdc16に関しては、RNAiによってその機能の試験が行われている。その結果からは、これらのサブユニットが異なる部位で異なる機構によって複合体の活性を媒介していることが示唆されている。ショウジョウバエを用いたその後の研究ではCdk16とCdk23はPlk1によるリン酸化によって活性化されるようであり、分裂酵母でPlkに相当する因子はCdc23へ結合するようである。この複合体は有糸分裂中に活性化因子CDC20とCdh1によって調節されることが知られている。酵母でのサイクリンB分解に欠陥のある変異体のスクリーニングによって、これらの因子がサイクリンBの分解に関与していることが示された。CDC16、CDC23とCDC27の変異体はすべて細胞周期が中期で停止する。

## 基質の認識
APC/Cの基質は、APC/Cによる同定を可能にする認識配列を有している。最も一般的にみられる配列は、D-box（destruction box）として知られている。APC/Cは、ユビキチン転移の共有結合性の中間輸送体となるのではなく、E2ユビキチン結合酵素とD-boxとを結び付ける。D-boxはRXXLXXXXN（Rはアルギニン、Xは任意のアミノ酸、Lはロイシン、Nはアスパラギン）に類似した配列を持っている。他の重要なモチーフとしてはKEN-boxがあり、その配列はKENXXXN（Kはリジン、Eはグルタミン酸）に類似したものである。KEN-boxの最後のアミノ酸の位置はきわめて多様である。これらの配列の変異はin vivoでのタンパク質分解を阻害するものの、タンパク質がどのようにAPC/Cの標的となっているのかについて未解明の点は多い。
Cdc20とCdh1はいったんApc/Cに結合すると、さまざまな基質のD-boxやKEN-boxの受容体として機能する。Kraftらは、基質のD-boxがAPC/C活性化因子の高保存性領域であるWD40リピートプロペラ領域に直接結合することを示した。APC/Cの基質の多くはD-boxとKEN-boxの双方を含んでいる。APC/CCdc20またはAPC/CCdh1によるユビキチン化は双方の配列に依存するが、一部の基質はD-boxまたはKEN-boxのいずれかのみを1つまたは複数コピー含んでいる。2つの異なる分解配列を持っていることでAPC/Cの高い基質特異性がもたらされているが、APC/CCdc20はよりD-box依存的であり、APC/CCdh1はよりKEN-boxに依存的である。例えば、APC/CCdh1はTome-1やSororinといったKEN-boxのみを含む基質をユビキチン化することができる。Cdh1プロペラの保存性領域はCdc20のものよりもかなり大きく、より広い基質特異性をもたらしていることは特筆すべきである。このことは、APC/CCdh1はKEN-boxを含む基質の分解も活性化するという事実と一致する。D-boxはタンパク質の分解も促進し、D-boxの直近に存在するリジン残基がユビキチン化の標的となる。D-boxのすぐC末端側のリジン残基がユビキチンの受容部位として機能する。
Cdc20とCdh1はD-boxとKEN-boxの受容体として機能するかもしれないが、これらの活性化因子と基質の間の親和性は低く、活性化因子単独でAPC/CCdc20やAPC/CCdh1と基質との高親和性結合がもたらされているとは考えにくい。したがって、Apc10のようなAPC/Cのコアとなるサブユニットも同様に基質との結合に寄与していると考えられる。Apc10/Doc1サブユニットを欠失したAPC/Cの発現系では、Clb2はAPCΔdoc1–Cdh1へ結合することができないが、精製したDoc1を添加することで基質結合能が回復する。

## 中期から後期への移行
中期が開始されると、すべての姉妹キネトコアが紡錘体の双方の極に接着する過程が完了するまで、スピンドルチェックポイントはAPC/Cを阻害する。すべてのキネトコアが適切に接着されると、スピンドルチェックポイントはサイレンシングされてAPC/Cは活性化される。M-CdkはAPC/Cのサブユニットをリン酸化し、Cdc20への結合を促進する。その後、セキュリンとM期サイクリン（サイクリンAとサイクリンB）はAPC/CCdc20による分解の標的となる。分解が行われると、セパレースが放出されてコヒーシンが分解され、後期に姉妹染色分体がそれぞれの極へ移動する準備が整えられる。
動物細胞では、基質の分解のタイミングから、少なくとも一部のAPC/CCdc20の活性化は有糸分裂の初期段階（前期または前中期）に起きていると考えられている。サイクリンAが有糸分裂の初期に分解されることはこの説を支持するが、サイクリンBとセキュリンは中期まで分解されない。この遅れの分子的基盤は不明であるが、後期の開始の正確なタイミングに重要であると考えられている。動物細胞では、染色体の二方向性配置を修正する必要がある場合、スピンドルチェックポイントシステムがその遅れに寄与する。スピンドルチェックポイントシステムがサイクリンBとセキュリンの分解を阻害する一方で、サイクリンAの分解を許容している機構は不明である。この遅れは、未知の調節因子との相互作用や、局在化、リン酸化の変化によって説明されるのかもしれない。
APC/CCdc20の活性化はM-Cdkを必要とするが、APC/Cはサイクリンを分解してM-Cdkの不活性化を担う。このことは、 APC/CCdc20が自身の不活性化を促進することを意味している。このネガティブフィードバックループは、M期サイクリンとS期サイクリンの濃度振動によって制御されるCdk活性の根幹となっている可能性がある。

## M期からG1期への移行
有糸分裂の完了に際して細胞が（胚細胞を除いて）G1期として知られる成長期へ移行することは重要であり、この期間に細胞は成長して次の細胞周期に必要な因子を生産する。新たな有糸分裂の進行はCdkの活性を阻害することで防がれている。さまざまな過程がこの阻害を担っているが、重要なものの1つにCdh1によるAPC/Cの活性化がある。この継続的な活性化は、新たな有糸分裂の引き金となるサイクリンの蓄積を防ぎ、代わりに有糸分裂の終結を導く。
細胞周期の初期段階ではCdh1はM-Cdkによってリン酸化され、APC/Cへの結合が防がれている。その後、APC/CはCdc20に結合し、中期から後期への移行を導く。有糸分裂の終盤にM-Cdkが分解され始めると、Cdc20は解離し始めCdh1がAPC/Cに結合するようになり、M期からG1期への移行に際し活性化状態を維持する。Cdc20とCdh1の結合に関して特筆べき差異は、Cdc20のAPC/Cへの結合はM-CdkによるAPC/Cのリン酸化に依存するのに対し、Cdh1は依存しないという点である。M-Cdkの不活性化に伴うAPC/CCdc20の脱リン酸化によって、APC/CCdc20は中期の間に不活性状態となり、Cdh1がAPC/Cへ結合できるようになってCdc20から置き換わる。Cdc20はAPC/CCdh1の標的でもあり、 APC/CCdc20は確実に不活性化される。その後、APC/CCdh1はG1期に機能し続け、S期サイクリンとM期サイクリンに分解のタグをつける。しかし、G1/S期サイクリンはAPC/CCdh1の基質ではないため、この期間を通じて蓄積しCdh1をリン酸化する。G1期の末には十分量のG1/S期サイクリンが蓄積し、Cdh1をリン酸化してAPC/Cを次の中期まで不活性化する。
G1期では、APC/CCdh1がさまざまなタンパク質を分解し適切な細胞周期の進行を担う。ジェミニンはCdt1に結合し、Cdt1が複製起点認識複合体（ORC）へ結合するを防ぐタンパク質である。APC/CCdh1はG1期を通じてジェミニンをユビキチン化の標的とし、そのレベルを低く維持する。これによって、Cdt1は複製開始前複合体（pre-RC）の組み立て時に自身の機能を果たすことができるようになる。G1/S期サイクリンによってCdh1がリン酸化されてAPC/CCdh1が不活性状態となると、ジェミニンの活性は再び上昇する。さらに、Dbf4はCdc7の活性を促進して複製起点の活性化を促進するが、APC/CCdh1はDbf4を分解標的としていると考えられている。このことは、Cdc7が新たな細胞周期の開始時にどのように活性化されるかについての答えとなるかもしれない。その活性はG1/S期サイクリンによるAPC/CCdh1の不活性化に応答しているようである。

## 他の調節
細胞周期の初期段階でのAPC/CCdc20の不活性化は、特にEmi1タンパク質によって行われている。初期の実験では、ツメガエル Xenopus のcycling extractへのEmi1の添加によって内在性のサイクリンA、サイクリンBの分解と有糸分裂の終結が防がれることが示され、Emi1はAPC/Cの活性を打ち消すことができることが示唆された。さらに、体細胞でのEmi1の欠失によってサイクリンBが蓄積は起こらなくなる。これはEmi1の欠失によって、サイクリンBの蓄積を防いでいるAPC/Cの阻害が起こらなくなるためであると考えられる。
これらの観察をもとに、G2期と有糸分裂の初期にEmi1はCdc20に結合し、APC/Cの基質とCdc20との結合を防ぐことで阻害を行うことが確認された。Emi1が結合してもCdc20のリン酸化は行われ、Cdc20はAPC/Cへ結合することもできるが、結合したEmi1はCdc20とAPC/Cの標的との相互作用を防ぐ。Emi1とCdc20との結合はS期とG2期の間さまざまなサイクリンの安定化をもたらすが、有糸分裂の進行にはEmi1の除去が必須である。そのため、前期の終盤にはEmi1はPolo様キナーゼ（Plk）によってリン酸化される。Plkは有糸分裂の初期段階にCdk1によって活性化され、Emi1のβTrCP結合部位をリン酸化してSCFの標的とする。その後、Emi1は前中期に分解される。Emi1の分解はAPC/CCdc20の活性化をもたらし、有糸分裂の初期段階でのサイクリンAの分解が起こる。Emi1のレベルはS期に再び上昇し始め、APC/CCdh1の阻害を助ける。
セキュリンやサイクリンBといった中期の基質に対するAPC/CCdc20活性の調節は、細胞内局在の結果である可能性がある。APC/CCdc20を阻害するスピンドルチェックポイントタンパク質は、紡錘体の近傍に局在するCdc20としか結合しない。これによって、サイクリンAは分解される一方で、サイクリンBとセキュリンは姉妹染色分体の二方向性配置が完了した後にのみ分解される。

## 関連文献
- “CDC20 and CDH1: a family of substrate-specific activators of APC-dependent proteolysis”. Science 278 (5337):  460–3. (October 1997). doi:10.1126/science.278.5337.460. PMID 9334304.
- “E2F-dependent accumulation of hEmi1 regulates S phase entry by inhibiting APCCdh1”. Nat. Cell Biol. 4 (5):  358–66. (May 2002). doi:10.1038/ncb785. PMID 11988738.
- “Whose end is destruction: cell division and the anaphase-promoting complex”. Genes Dev. 13 (16):  2039–58. (August 1999). doi:10.1101/gad.13.16.2039. PMID 10465783. (Review)
- “The anaphase-promoting complex: it's not just for mitosis any more”. Genes Dev. 16 (17):  2179–206. (September 2002). doi:10.1101/gad.1013102. PMID 12208841. (Review)
- Lima Mde, F; Eloy, NB; Pegoraro, C; Sagit, R; Rojas, C; Bretz, T; Vargas, L; Elofsson, A et al. (Nov 18, 2010). “Genomic evolution and complexity of the Anaphase-promoting Complex (APC) in land plants.”. BMC Plant Biology 10:  254. doi:10.1186/1471-2229-10-254. PMC 3095333. PMID 21087491.